# バロンシリーズ
バロンシリーズは日本テレビ系で放送されていた特撮テレビ番組、『スーパーロボット レッドバロン』『スーパーロボット マッハバロン』『小さなスーパーマン ガンバロン』の総称。原案は3作品とも日本テレビ社員（当時）の、渡辺一彦と斉藤汎司である。制作元は宣弘社（レッドバロン）、日本現代企画（マッハバロン）、創映舎（ガンバロン）と作品ごとに異なる（ただし、レッドバロン、ガンバロンの2作にも、日本現代企画は参加している）。レッドバロンからマッハバロンは半年、マッハバロンからガンバロンまでは2年間のブランクがある。
シリーズで共通するのは、前述の原案者と「○○○バロン」という名のロボットが出る点である。世界観はそれぞれ異なる。
3作とも放送時の視聴率は高かったが、スポンサーの倒産や局側の編成事情等により、いずれも打ち切りとなった。

## シリーズ作品
- 『スーパーロボット レッドバロン』－1973年
- 『スーパーロボット マッハバロン』－1974年
- 『小さなスーパーマン ガンバロン』－1977年

## DVD化情報
3作すべてDVD化されたが、単品売りされているのはレッドバロンとマッハバロンのみである。

## 媒体での扱い
特撮書籍ではたいてい3作全て掲載されることが少なくないが、講談社「僕らが好きだった特撮ヒーローBESTマガジン」など、『シルバー仮面』や『アイアンキング』とともに宣弘社と日本現代企画の共同制作作品に限定して『レッドバロン』のみが掲載されて『マッハバロン』や『ガンバロン』が割愛されてしまうことも少なくない。
音源として特筆できるのは、1986年にキングレコードからリリースされた、「SF特撮TV音楽全集12」宣弘社・日本現代企画編である。シルバー仮面、アイアンキング、レッドバロン、マッハバロンの音源が収録されている（雑誌「宇宙船」で発表された際にはガンバロンの音源収録も予告されたが果たされなかった）。日本現代企画作品のBGM自体が現存しないことでまとめてアルバムとしてリリースされた（ただし、後年アイアンキングがCD化されているが、ガンバロンのサントラ音源以外のバロンシリーズの音楽に関しては現在も不明）。そのため、このアルバム自体は、放映当時にポリドール・レコードから発売されていた『レッドバロン』のダイジェスト版ドラマ入り主題歌・挿入歌アルバムの復刻も兼ねており、ステレオ仕様に録音し直された第19-20話のドラマ音声は、このアナログ盤でのみ聴ける。